# Sillano-Ospedaletto
La Sillano-Ospedaletto è una cronoscalata motociclistica e automobilistica che in molte edizioni è stata una prova valida per i rispettivi campionati italiani delle due specialità.
Il tracciato viene tradizionalmente allestito nel mese di agosto e le gare si svolgono su un percorso di circa 2.800 metri che comprende alcune strade del comune di Sillano (LU), coprendo un dislivello di 205 mt.
La cronoscalata motociclistica, attualmente organizzata dal Moto Club Firenze, è una delle prove del Campionato Italiano Velocità in Salita, trofeo organizzato annualmente dalla Federazione Motociclistica Italiana.
L'edizione 2011 ha rappresentato il 40º anniversario della manifestazione.
Il 21 luglio 2014, per motivi burocratici, è stata annullata quella che avrebbe dovuto essere la 43ª edizione.